# Ander Iturraspe
Ander Iturraspe Derteano (Abadiño, 8 marzo 1989) è un ex calciatore spagnolo, di ruolo centrocampista.

## Caratteristiche tecniche
Regista di centrocampo è dotato di una buona tecnica e notevole visione di gioco.

## Carriera

### Club
Cresciuto nelle giovanili del Baskonia, passa per tre anni giocando nelle giovanili del Athletic Bilbao. Nell'estate del 2008 gioca in prima squadra nell'Athletic Bilbao, dove nel corso degli anni diventa un leader importante nello scacchiere tattico del centrocampo dei baschi.
Nell'estate 2019 dopo undici anni, si svincola, lasciando la società basca, con 320 partite totali tra tutte le competizioni segnando 3 reti.
L'8 luglio dello stesso anno, viene ingaggiato a parametro zero dall'Espanyol, con cui firma un contratto annuale, più opzione per un ulteriore anno.

### Nazionale
Ha esordito con la nazionale spagnola il 30 maggio 2014 a Siviglia, nell'amichevole vinta dalla Spagna per 2-0 sulla Bolivia, giocando interamente tutti e 90 i minuti.

## Statistiche

### Presenze e reti nei club
Statistiche aggiornate al 3 aprile 2019.
| Stagione               | Squadra                | Campionato             | Campionato | Campionato | Coppe nazionali | Coppe nazionali | Coppe nazionali | Coppe continentali | Coppe continentali | Coppe continentali | Altre coppe | Altre coppe | Altre coppe | Totale | Totale | Totale |
| Stagione               | Squadra                | Comp                   | Pres       | Reti       | Comp            | Pres            | Reti            | Comp               | Pres               | Reti               | Comp        | Pres        | Reti        | Pres   | Reti   |        |
| ---------------------- | ---------------------- | ---------------------- | ---------- | ---------- | --------------- | --------------- | --------------- | ------------------ | ------------------ | ------------------ | ----------- | ----------- | ----------- | ------ | ------ | ------ |
| 2007-2008              | Baskonia               | TD                     | 30         | 1          | -               | -               | -               | -                  | -                  | -                  | -           | -           | -           | 30     | 1      |        |
| 2007-2008              | Bilbao Athletic        | SDB                    | 3          | 0          | -               | -               | -               | -                  | -                  | -                  | -           | -           | -           | 3      | 0      |        |
| 2008-2009              | Bilbao Athletic        | SDB                    | 26         | 1          | -               | -               | -               | -                  | -                  | -                  | -           | -           | -           | 26     | 1      |        |
| 2009-2010              | Bilbao Athletic        | SDB                    | 11         | 0          | -               | -               | -               | -                  | -                  | -                  | -           | -           | -           | 11     | 0      |        |
| Totale Bilbao Athletic | Totale Bilbao Athletic | Totale Bilbao Athletic | 40         | 1          |                 | -               | -               |                    | -                  | -                  |             | -           | -           | 40     | 1      |        |
| 2008-2009              | Athletic Bilbao        | PD                     | 4          | 0          | CR              | 1               | 0               | -                  | -                  | -                  | -           | -           | -           | 5      | 0      |        |
| 2009-2010              | Athletic Bilbao        | PD                     | 15         | 0          | CR              | 0               | 0               | UEL                | 3                  | 0                  | SS          | 1           | 0           | 19     | 0      |        |
| 2010-2011              | Athletic Bilbao        | PD                     | 17         | 0          | CR              | 1               | 0               | -                  | -                  | -                  | -           | -           | -           | 18     | 0      |        |
| 2011-2012              | Athletic Bilbao        | PD                     | 35         | 1          | CR              | 8               | 0               | UEL                | 15                 | 0                  | -           | -           | -           | 58     | 1      |        |
| 2012-2013              | Athletic Bilbao        | PD                     | 30         | 0          | CR              | 2               | 0               | UEL                | 9                  | 0                  | -           | -           | -           | 41     | 0      |        |
| 2013-2014              | Athletic Bilbao        | PD                     | 33         | 0          | CR              | 5               | 0               | -                  | -                  | -                  | -           | -           | -           | 38     | 0      |        |
| 2014-2015              | Athletic Bilbao        | PD                     | 25         | 2          | CR              | 6               | 0               | UCL                | 5                  | 0                  | -           | -           | -           | 38     | 2      |        |
| 2015-2016              | Athletic Bilbao        | PD                     | 16         | 0          | CR              | 4               | 0               | UEL                | 7                  | 0                  | SS          | 0           | 0           | 28     | 0      |        |
| 2016-2017              | Athletic Bilbao        | PD                     | 24         | 0          | CR              | 3               | 0               | UEL                | 5                  | 0                  | -           | -           | -           | 32     | 0      |        |
| 2017-2018              | Athletic Bilbao        | PD                     | 30         | 0          | CR              | 1               | 0               | UEL                | 7                  | 0                  | -           | -           | -           | 38     | 0      |        |
| 2018-2019              | Athletic Bilbao        | PD                     | 3          | 0          | CR              | 2               | 0               | -                  | -                  | -                  | -           | -           | -           | 5      | 0      |        |
| Totale Athletic Bilbao | Totale Athletic Bilbao | Totale Athletic Bilbao | 232        | 3          |                 | 33              | 0               |                    | 54                 | 0                  |             | 1           | 0           | 320    | 3      |        |
| 2019-2020              | Espanyol               | PD                     | 8          | 0          | CR              | 3               | 0               | UEL                | 7                  | 0                  | -           | -           | -           | 18     | 0      |        |
| Totale carriera        | Totale carriera        | Totale carriera        | 310        | 5          |                 | 33              | 0               |                    | 61                 | 0                  |             | 1           | 0           | 405    | 5      |        |

### Cronologia presenze e reti in nazionale
| Cronologia completa delle presenze e delle reti in nazionale ― Spagna | Cronologia completa delle presenze e delle reti in nazionale ― Spagna | Cronologia completa delle presenze e delle reti in nazionale ― Spagna | Cronologia completa delle presenze e delle reti in nazionale ― Spagna | Cronologia completa delle presenze e delle reti in nazionale ― Spagna | Cronologia completa delle presenze e delle reti in nazionale ― Spagna | Cronologia completa delle presenze e delle reti in nazionale ― Spagna | Cronologia completa delle presenze e delle reti in nazionale ― Spagna |
| Data                                                                  | Città                                                                 | In casa                                                               | Risultato                                                             | Ospiti                                                                | Competizione                                                          | Reti                                                                  | Note                                                                  |
| --------------------------------------------------------------------- | --------------------------------------------------------------------- | --------------------------------------------------------------------- | --------------------------------------------------------------------- | --------------------------------------------------------------------- | --------------------------------------------------------------------- | --------------------------------------------------------------------- | --------------------------------------------------------------------- |
| 30-5-2014                                                             | Siviglia                                                              | Spagna                                                                | 2 – 0                                                                 | Bolivia                                                               | Amichevole                                                            | -                                                                     |                                                                       |
| 4-9-2014                                                              | Parigi                                                                | Francia                                                               | 1 – 0                                                                 | Spagna                                                                | Amichevole                                                            | -                                                                     | 46’                                                                   |
| Totale                                                                |                                                                       | Presenze                                                              | 2                                                                     |                                                                       | Reti                                                                  | 0                                                                     |                                                                       |

## Palmarès

### Club

#### Competizioni nazionali
- Supercoppa di Spagna: 1

Athletic Bilbao: 2015